# Placas Menores de Néfi
Uma das quatro tipos de placas (lâminas de metal) mencionadas no Livro de Mórmon
As Placas de Menores de Néfi Eram mais particularmente dedicadas aos assuntos espirituais e ao ministério e ensinamentos dos profetas nefitas